# Пабло Гонсалес (тенісист)
Пабло Гонсалес (ісп. Pablo González; нар. 2 липня 1982) — колишній колумбійський тенісист.
Найвищу одиночну позицію світового рейтингу — 299 місце досяг 14 травня 2007, парну — 240 місце — 1 жовтня 2007 року.

## Фінали ATP Челленджер і ITF Ф'ючерс

### Одиночний розряд: 9 (4–5)
| ATP Челленджер (0–1) |
| ITF Ф'ючерс (4–4)    |

| Результат | В-П | Дата     | Турнір                       | Рівень     | Покриття | Суперник              | Рахунок            |
| --------- | --- | -------- | ---------------------------- | ---------- | -------- | --------------------- | ------------------ |
| Перемога  | 1–0 | Чер 2002 | Santa Fé de Богота, Колумбія | Ф'ючерс    | Ґрунт    | Алехандро Фалья       | 7–6(8–6), 7–6(7–2) |
| Поразка   | 1–1 | Жов 2002 | Ель-Ехідо, Іспанія           | Ф'ючерс    | Тверде   | Рафаель Морено-Негрін | 2–6, 2–6           |
| Поразка   | 1–2 | Тра 2003 | Агуаскальєнтес, Мексика      | Ф'ючерс    | Тверде   | Роналду Карвалю       | 3–6, 6–4, 2–6      |
| Перемога  | 2–2 | Тра 2003 | Сьюдад Обрегон, Мексика      | Ф'ючерс    | Тверде   | Сантьяго Гонсалес     | 6–2, 6–1           |
| Перемога  | 3–2 | Вер 2003 | Ла-Пас, Болівія              | Ф'ючерс    | Ґрунт    | Гільєрмо Каррі        | 7–5, 6–3           |
| Поразка   | 3–3 | Вер 2004 | Гуаякіль, Еквадор            | Ф'ючерс    | Тверде   | Жан-Жульєн Роєр       | 4–6, 1–6           |
| Поразка   | 0–1 | Кві 2005 | Богота, Колумбія             | Челленджер | Ґрунт    | Пауль Капдевіль       | 3–6, 4–6           |
| Перемога  | 4–3 | Тра 2006 | Барранкілья, Колумбія        | Ф'ючерс    | Ґрунт    | Хорхе Агілар          | 6–4, 3–6, 7–5      |
| Поразка   | 4–4 | Вер 2006 | Гуаякіль, Еквадор            | Ф'ючерс    | Ґрунт    | Бріан Дабуль          | 4–6, 4–6           |

### Парний розряд: 21 (7–14)
| ATP Челленджер (0–2) |
| ITF Ф'ючерс (7–12)   |

| Результат | В-П  | Дата     | Турнір                       | Рівень     | Покриття | Партнер            | Суперники                                       | Рахунок            |
| --------- | ---- | -------- | ---------------------------- | ---------- | -------- | ------------------ | ----------------------------------------------- | ------------------ |
| Поразка   | 0–1  | Жов 2000 | Богота, Колумбія             | Ф'ючерс    | Ґрунт    | Алехандро Фалья    | Леонардо Аццаро Еял Ран                         | 2–6, 2–6           |
| Перемога  | 1–1  | Сер 2001 | Денія, Іспанія               | Ф'ючерс    | Ґрунт    | Алехандро Фалья    | Хорді Фернандес-Рубіо Анхель-Хосе Мартін-Арройо | 2–6, 6–2, 6–2      |
| Поразка   | 1–2  | Вер 2001 | Мадрид, Іспанія              | Ф'ючерс    | Тверде   | Рубен Мерчан-Уекас | Карлос Решак-Ітойс Арно Сегодо                  | 6–7(5–7), 4–6      |
| Поразка   | 1–3  | Чер 2002 | Santa Fé de Богота, Колумбія | Ф'ючерс    | Ґрунт    | Мікаель Кінтеро    | Едуарду Борер Рікарду Шлахтер                   | 1–6, 1–6           |
| Поразка   | 1–4  | Січ 2003 | Сан-Сальвадор, Сальвадор     | Ф'ючерс    | Ґрунт    | Мікаель Кінтеро    | Бенжамен Кассень Валентен Санон                 | 6–3, 1–6, 4–6      |
| Поразка   | 1–5  | Чер 2003 | Перейра, Колумбія            | Ф'ючерс    | Ґрунт    | Сантьяго Гонсалес  | Марсело Мело Бруно Соарес                       | 3–6, 2–6           |
| Перемога  | 2–5  | Лип 2003 | Гуаякіль, Еквадор            | Ф'ючерс    | Тверде   | Себастьян Декуд    | Хуан-Мартін Арангурен Дієґо Крістін             | 6–4, 7–5           |
| Поразка   | 2–6  | Сер 2003 | Порту-Алегрі, Бразилія       | Ф'ючерс    | Ґрунт    | Габрієл Пітта      | Едуарду Борер Пауль Капдевіль                   | 4–6, 6–7(4–7)      |
| Перемога  | 3–6  | Вер 2003 | Ла-Пас, Болівія              | Ф'ючерс    | Ґрунт    | Хав'єр Таборга     | Патрісіо Аркес Себастьян Декуд                  | 7–6(7–1), 6–2      |
| Поразка   | 3–7  | Вер 2004 | Гуаякіль, Еквадор            | Ф'ючерс    | Тверде   | Себастьян Декуд    | Левар Гарпер-Гріффіт Жан-Жульєн Роєр            | 6–2, 5–7, 3–6      |
| Поразка   | 3–8  | Січ 2005 | Картахена, Колумбія          | Ф'ючерс    | Тверде   | Себастьян Декуд    | Шуон Мадден Рубен Торрес                        | 5–7, 4–6           |
| Поразка   | 3–9  | Лют 2005 | Букараманга, Колумбія        | Ф'ючерс    | Ґрунт    | Себастьян Декуд    | Александре Бонатту Марсело Мело                 | 4–6, 4–6           |
| Поразка   | 3–10 | Тра 2005 | Калі, Колумбія               | Ф'ючерс    | Ґрунт    | Мікаель Кінтеро    | Лукас Енжіл Андре Гем                           | 4–6, 4–6           |
| Поразка   | 3–11 | Тра 2005 | Перейра, Колумбія            | Ф'ючерс    | Ґрунт    | Бруно Соарес       | Даніель Гарса Дієго Гартфілд                    | 6–7(4–7), 6–7(1–7) |
| Перемога  | 4–11 | Лип 2005 | Гергюговард, Нідерланди      | Ф'ючерс    | Ґрунт    | Ніколас Тодеро     | Домінік Коен Яспер Сміт                         | 2–6, 6–3, 6–2      |
| Поразка   | 4–12 | Лис 2006 | Керетаро, Мексика            | Ф'ючерс    | Тверде   | Даніель Гарса      | Бруно Родрігес Віктор Ромеро                    | 1–6, 7–5, 6–7(3–7) |
| Поразка   | 0–1  | Кві 2007 | Сан-Луїс-Потосі, Мексика     | Челленджер | Ґрунт    | Хорхе Агілар       | Жеремі Шарді Марсело Мело                       | 0–6, 3–6           |
| Перемога  | 5–12 | Тра 2007 | Калі, Колумбія               | Ф'ючерс    | Ґрунт    | Марсель Фельдер    | Карлос Авельян Даніель Гарса                    | 6–4, 6–0           |
| Перемога  | 6–12 | Тра 2007 | Перейра, Колумбія            | Ф'ючерс    | Ґрунт    | Марсель Фельдер    | Даніель Гарса Мікаель Кінтеро                   | 6–3, 6–4           |
| Поразка   | 0–2  | Лип 2007 | Богота, Колумбія             | Челленджер | Ґрунт    | Леонардо Маєр      | Бріан Дабуль Сантьяго Гонсалес                  | 2–6, 2–6           |
| Перемога  | 7–12 | Жов 2008 | Валенсія, Венесуела          | Ф'ючерс    | Ґрунт    | Алехандро Гонсалес | П'єро Луїзі Роберто Майтін                      | 6–3, 6–4           |